# Aberdeen (Novo Brunswick)
Aberdeen é uma paróquia localizada na província canadense de Nova Brunswick. Está situada no Condado de Carleton.
Sua população é de 959 habitantes. 

## Principais Comunidades
- Argyle
- Glassville
- Juniper
- Juniper Station
- Knowlesville